# Berk Erel
Berk Erel (* 15. Januar 1997 in Balçova, Izmir) ist ein türkischer Fußballspieler.

## Karriere
Erel begann mit dem Vereinsfußball in der Jugend von Bucaspor und spielte ab 2011 für den Nachwuchs von Altınordu Izmir.
In der Rückrunde der Saison 2014/15 wurde er erst am Training der Profimannschaft von Altınordu beteiligt und gab schließlich am 23. September 2015 in der Pokalbegegnung gegen Iğdır Aras sein Profidebüt.